# Ванчур
Ванчур — деревня в Шиловском районе Рязанской области в составе Боровского сельского поселения.

## Географическое положение
Деревня Ванчур расположена на Окско-Донской равнине на ручье Ванчур (приток Тырницы) в 10 км к востоку от пгт Шилово. Расстояние от деревни до районного центра Шилово по автодороге — 17 км.
Деревня Ванчур находится в окружении лесных массивов и длительное время славилась как излюбленное место грибников. К западу от нее протекает река Тырница и расположено урочище Лес Чистый. Ближайшие населенные пункты — села Березово, Боровое, Ирицы и поселок Новая Жизнь.

## Население
По данным переписи населения 2010 г. в деревне Ванчур постоянно проживают ↘29 чел. (в 1992 г. — 107 чел.).
| 1859 | 1897 | 1906 | 2010 |
| ---- | ---- | ---- | ---- |
| 257  | ↗571 | ↗620 | ↘29  |

## Происхождение названия
Согласно словарю «Народных географических терминов» Э. М. Мурзаева «ван», «вана» — лес, дерево (др.-иран.). В армянском языке ван — селение, деревня, местожительство, обитаемое место. «Ур» — гора, возвышенность, увал, водораздел (манс.).
Н. П. Милонов выводил название деревни Ванчур от эрзя-мордовского «сур» — палец.
Михайловские краеведы И. Журкин и Б. Катагощин и шиловский краевед А. П. Гаврилов отмечали, что деревня получила название по ручью Сухой Ванчур, на котором расположена.
А. П. Гаврилов приводит два местных предания, по одному из которых название деревни произошло от имени богатыря Ванчура, который был убит неподалеку. По другому преданию, жили два брата Ван и Титя, татарские князья. Ван служил русским князем, а Титя был злой колдун. После смерти Вана похоронили в пожалованной ему деревне, а Титю — на Лысой горе, которую стали именовать Титиной.

## История
В «Списках населенных мест Российской империи» за 1862 г. деревня упоминается с двойным названием — Никитина, Ванчур тож, при речке Ванчур.
К 1891 г., по данным И. В. Добролюбова, деревня Никитина, Ванчур тож, относилась к приходу Никольской церкви села Березово и в ней насчитывалось 68 дворов.
Показателем нарастания социальных противоречий в российской глубинке накануне Октябрьской революции 1917 г. стал случай, произошедший в деревне Ванчур осенью 1917 г.: местные кулаки устроили наказание батрачке, вдове Акулине Деминой, взявшей муки из амбара хозяина для голодных детей — ее водили по деревне с листом железа на шее, периодически избивая. Потерявшую сознание окровавленную женщину бросили у порога собственного дома.
28 августа 2013 г., в праздник Успения Пресвятой Богородицы, на холме в центре деревни Ванчур был установлен и освящен поклонный крест.

## Транспорт
Основные грузо- и пассажироперевозки осуществляются автомобильным и железнодорожным транспортом. Из деревни Ванчур имеется выезд на проходящую севернее автомобильную дорогу регионального значения Р125: «Ряжск — Касимов — Нижний Новгород». На южной окраине деревни находится остановочный пункт «Ванчур» железнодорожной линии «Рязань — Пичкиряево» Московской железной дороги.